# Польская социалистическая партия — революционная фракция
Польская социалистическая партия — революционная фракция (пол. Polska partia socjalistyczna – frakcja rewolucyjna) — польская рабочая националистическая и реформистская политическая партия. Представляла правую фракцию ППС, которой противостояла ППС — левица.

## История

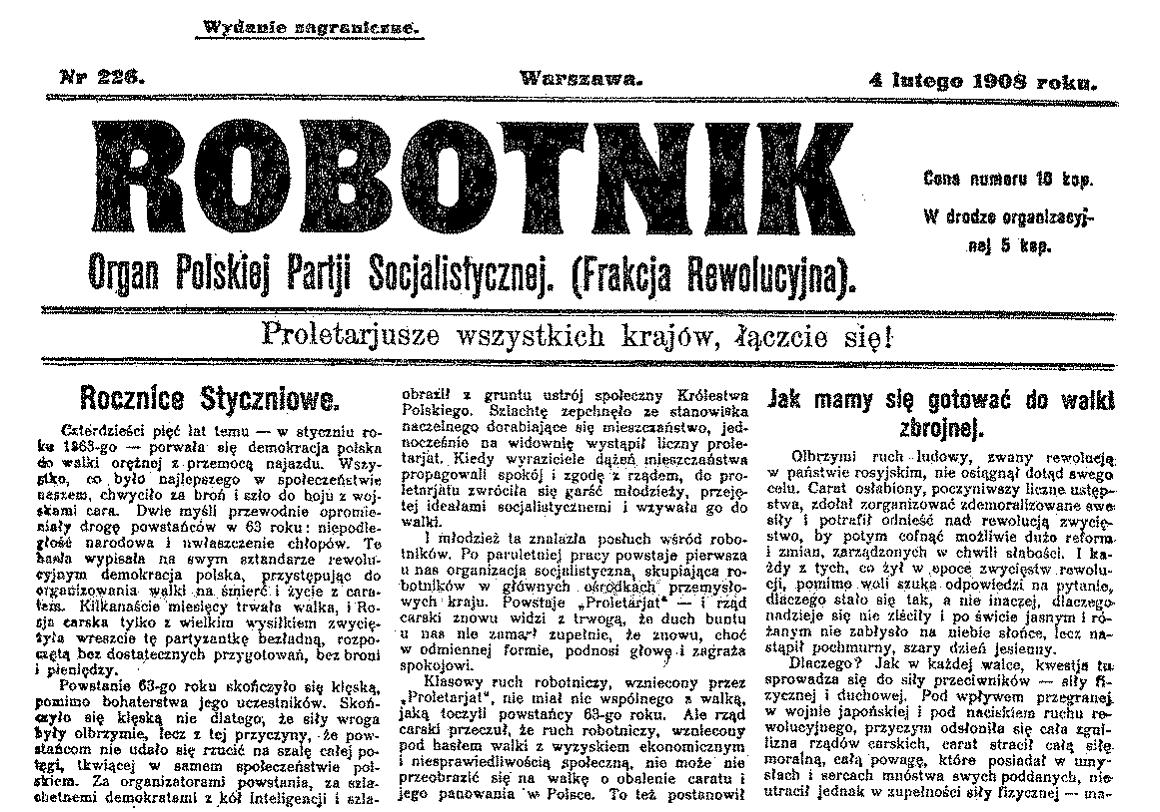
Печатный орган революционной фракции ППС — газета Robotnik за февраль 1908 года с передовицей Ю. Пилсудского «Как нам готовиться к вооружённой борьбе»

Партия была создана в ноябре 1906 года в Кракове после раскола Польской социалистической партии (ППС), устроенного так называемыми «стариками» T. Т. Арчишевским, Ю. Пилсудским (с 1906 года — руководитель фракции), Л. Василевским, В. Йодко-Наркевичем, M. Довнаровичем, Ю. Мирецким, Я. Юр-Гожеховским, В. Славеком.
Основной задачей революционной фракции ППС была борьба за независимость Польши. Меньшее значение придавалось массовым выступлениям рабочих и сотрудничеству с русским революционным движением.
Партия находилась в оппозиции к правым режимам, существовавшим в стране. Занимала позиции демократического реформирования общества и постепенного улучшения условий труда.
Боевая организация ППС со всеми структурами перешла к революционной фракции ППС. Её руководитель Юзеф Пилсудский рассматривал Боевую организацию как основу будущей польской армии, с помощью которой можно будет поднять восстание в Царстве Польском. Его военная концепция получила развитие в «Школе стрелков» — военной организации, созданной с ведома официальной Вены в Галиции.
Под влиянием Ю. Пилсудского революционная фракция ППС активно занималась подготовкой кадров для польской армии, были созданы «Союз активной борьбы» и организация «Стрелец».
В апреле 1919 года на XVI (объединительном) съезде в Кракове объединилась с ППС западных польских земель и Польской социал-демократической партией Галиции и Силезии-Цешина в единую ППС.
Печатными органами революционной фракции ППС были газеты «Рабочий» (Robotnik), «Рабочее единство» (Jedność Robotnicza) и «Заря» (Przedświt).

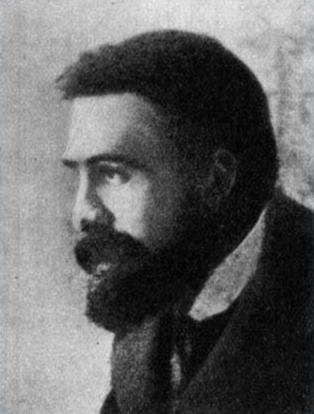
Юзеф Пилсудский
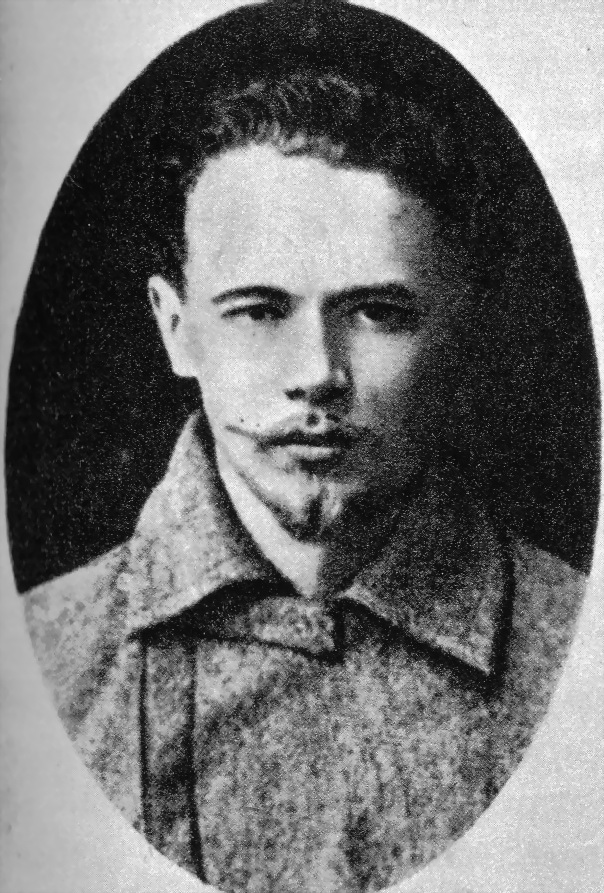
Медард Довнарович
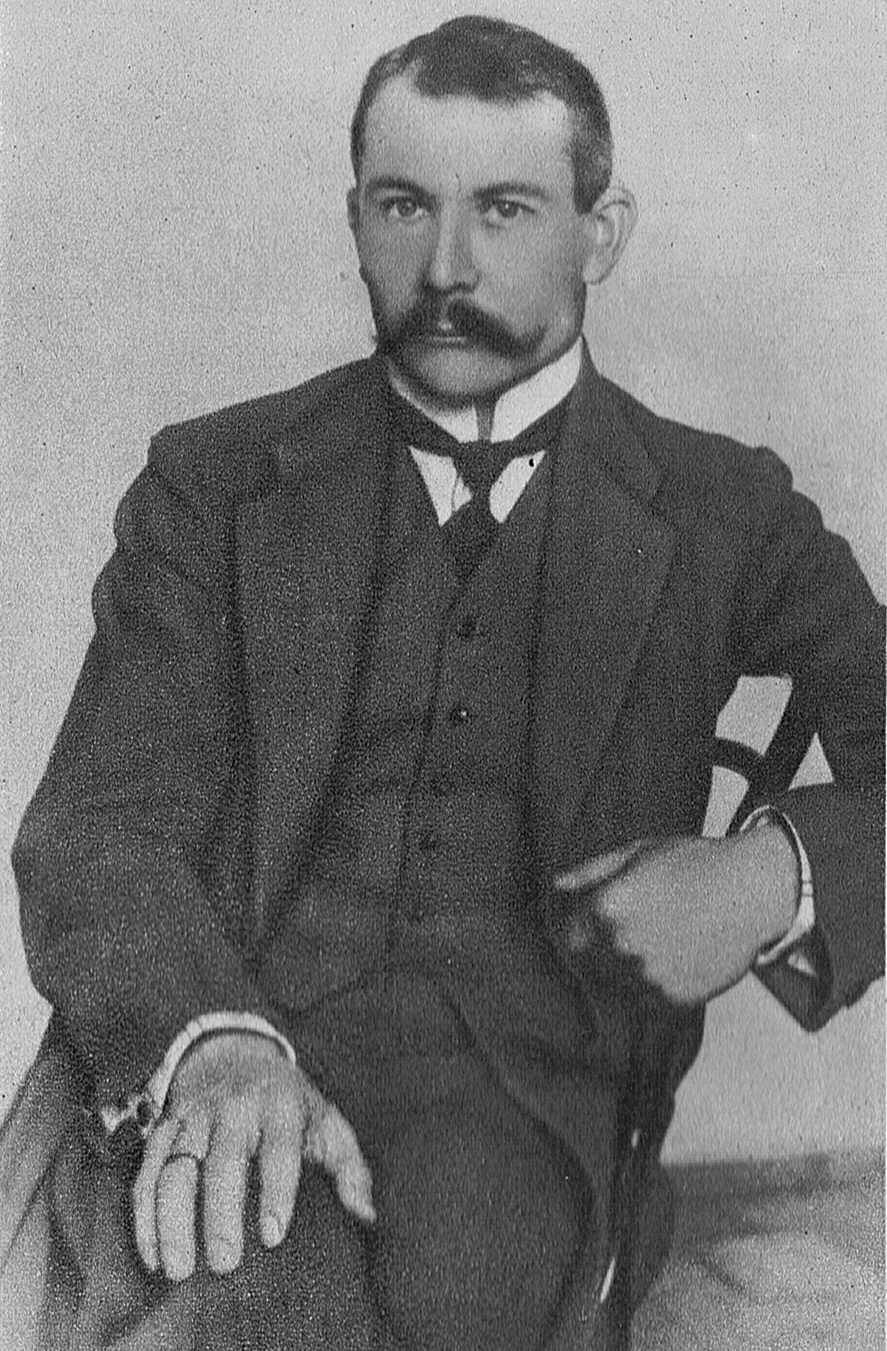
Томаш Арчишевский
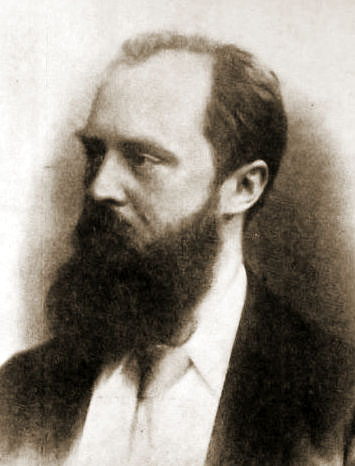
Витольд Йодко-Наркевич
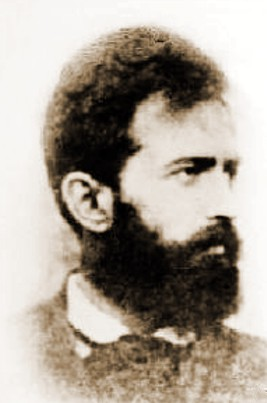
Валери Славек